# 聯合國安全理事會第1747號決議
《聯合國安理會1747號決議》是聯合國安理會於2007年3月24日第5647次会议上一致通過的一項決議，以制裁伊朗研究濃縮鈾。決議對濃縮鈾有關技術及原料的出入、重水式反應爐及彈道導彈運送發出禁令。

## 內容
包括蘇萊曼尼將軍在內的七名伊朗革命衛隊將領被列入制裁名單。 （页面存档备份，存于）

## 外部連結
- （中文）聯合國安理會1747號決議 （页面存档备份，存于）